# Maria Louise Baldwin

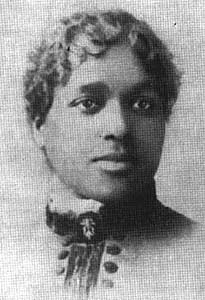
Maria Louise Baldwin

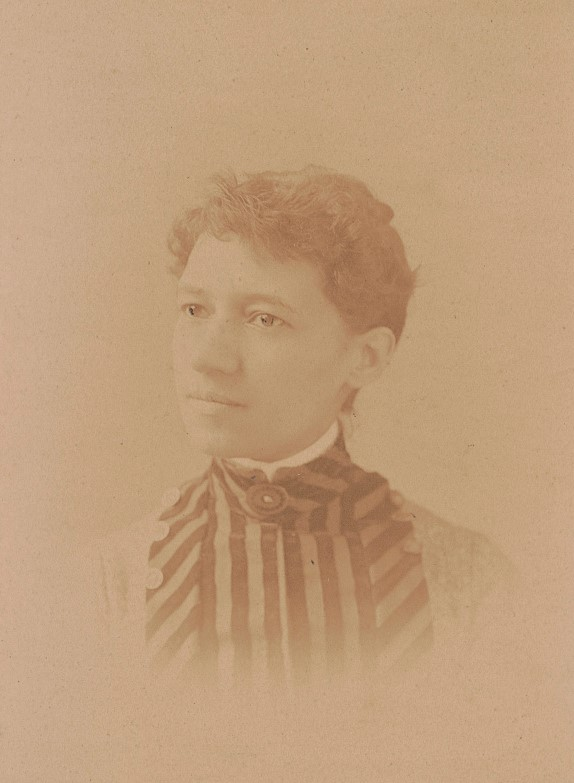
Maria Louise Baldwin, ca. 1885

Maria Louise Baldwin (*  13. September 1856 in Cambridge, Massachusetts; † 9. Januar 1922 in Boston, Massachusetts) war eine US-amerikanische Pädagogin und Bürgerrechtlerin. Sie lebte ihr ganzes Leben lang in Cambridge und Boston. W. E. B. Du Bois schrieb 1917, dass sie zu diesem Zeitpunkt unter allen Afroamerikanern, die nicht in segregierten Schulen arbeiteten, die höchste Stellung im Bildungswesen erreicht hätte.

## Leben
Baldwin wurde als Tochter von Peter L. und Mary E. Baldwin geboren. Ihre gesamte Ausbildung erhielt sie an den öffentlichen Schulen der Stadt. Im Jahr 1874 machte Baldwin ihren Abschluss an der Cambridge High School und ein Jahr später an der Cambridge Training School for teachers. Trotz ihrer offensichtlichen Begabung als Lehrerin wurde sie nicht von den öffentlichen Schulen in Cambridge eingestellt, sondern unterrichtete zunächst an einer rassengetrennten Schule in Chestertown, Maryland. Nach dem Tod ihres Vaters im Jahr 1880 kehrte sie nach Cambridge zurück. Proteste der afroamerikanischen Gemeinschaft in Cambridge führten dazu, dass sie als Lehrerin an der Agassiz School eingestellt wurde, einer angesehenen öffentlichen Schule, die von weißen Kindern der Mittelschicht besucht wurde. 1889 wurde Baldwin zur Schulleiterin ernannt und war damit die erste afroamerikanische Schulleiterin in Massachusetts und im Nordosten des Landes. Als Schulleiterin beaufsichtigte Baldwin die weiße Lehrerschaft und eine überwiegend weiße Schülerschaft. Als 1916 eine neue Agassiz School errichtet wurde, wurde Baldwin zur Schulleiterin ernannt. Sie war eine von nur zwei Frauen im Schulsystem von Cambridge, die das Amt der Schulleiterin innehatten, und die einzige Afroamerikanerin in Neuengland, die eine solche Position innehatte. Baldwin war vierzig Jahre lang Rektorin und Schulleiterin der Agassiz School. Unter ihrer Leitung entwickelte sich die Schule zu einer der besten Schulen der Stadt, die von Kindern von Harvard-Professoren und vielen alten Cambridge-Familien besucht wurde und auch in der größeren Gemeinschaft von Cambridge beliebt und respektiert war. Sie führte neue Methoden für den Mathematikunterricht ein und begann mit dem Kunstunterricht. Sie war die erste, die eine Schulkrankenschwester einstellte. Ihre Schule war die einzige in der Stadt Cambridge, die ein Klassenzimmer im Freien einrichtete. Der Dichter E. E. Cummings war einer ihrer Schüler und beschrieb sie so in seinem Buch Six Nonlectures:

„Miss Baldwin, the dark lady mentioned in my first nonlecture (and a lady if ever a lady existed) was blessed with a delicious voice, charming manners, and a deep understanding of children. Never did any demidivine dictator more gracefully and easily rule a more unruly and less graceful populace. Her very presence emanated an honour and a glory: the honour of spiritual freedom—not mere freedom from—and the glory of being, not (like most extant mortals) really undead but actually alive. From her I marvellingly learned that the truest power is gentleness.“

„Miss Baldwin, die in meinem ersten Vortrag erwähnte „dunkle“ Dame (und eine Dame war sie, wenn es je eine gab), war mit einer köstlichen Stimme, charmanten Manieren und einem tiefen Verständnis für Kinder gesegnet. Niemals hat eine halbgöttliche Herrscherin anmutiger und leichter über ein widerspenstiges und weniger anmutiges Volk geherrscht. Ihre bloße Anwesenheit strahlte Würde und Herrlichkeit aus: die Würde der geistigen Freiheit - nicht nur der Freiheit von - und die Herrlichkeit, nicht (wie die meisten Sterblichen) in Wirklichkeit untot, sondern tatsächlich lebendig zu sein. Von ihr lernte ich auf wunderbare Weise, dass die wahrhaftigste Macht die Sanftmut ist.“

Sie hielt zahlreiche Vorträge vor euroamerikanischen und afroamerikanischen Organisationen. Ihr bekanntester Vortrag war ihr Vortrag über Harriet Beecher Stowe, den sie erstmals 1897 im Rahmen der jährlichen Feier zu Washingtons Geburtstag des Brooklyn Institute of Arts and Sciences hielt. Sie war die erste Afroamerikanerin und die erste Frau, die eingeladen wurde, diese jährliche Vorlesung zu halten. Sie unterrichtete auch Sommerkurse für Lehrer am Hampton Institute in Virginia und am Institute for Colored Youth in Cheyney, Pennsylvania, und war eine Unterstützerin des Palmer Institute von Charlotte Hawkins Brown in Sedalia, North Carolina.
In den späten 1870er Jahren schloss sich Baldwin verschiedenen Bürgerrechtsgruppen an, wurde Mitglied und Sekretärin des Debattierclubs Banneker Society und nutzte ihre Position und ihre Fähigkeiten, um für das Frauenwahlrecht und die Bedeutung der Kindererziehung einzutreten. Ihr Haus war der zentrale Treffpunkt der afroamerikanischen Gemeinschaft. Seit den frühen 1890er Jahren leitete sie eine Literaturgruppe für schwarze Harvard-Studenten, darunter William Monroe Trotter und W.E.B. DuBois. Außerdem organisierte und leitete sie den Omar Khayyam Circle, eine Gruppe schwarzer Literaten und Intellektueller. Zu ihren Mitgliedern gehörten Clement G. Morgan, William Monroe Trotter und andere, die sich für die Bürgerrechte einsetzten.
Sie gehörte zahlreichen weiteren schwarzen und weißen Bürger- und Bildungsorganisationen an. Zu den von Weißen dominierten Organisationen gehörten der Twentieth Century Club, der Cantabrigia Club und die Boston Ethical Society. Sie war auch eine führende Persönlichkeit in der schwarzen Gemeinde. Zusammen mit ihren engen Freundinnen Josephine St. Pierre Ruffin und Flora Ruffin Ridley gründete sie 1893 den Woman's Era Club, einen der ersten afroamerikanischen Frauenclubs. Der Club gab die Zeitschrift The Woman’s Era heraus, die erste von schwarzen Frauen herausgegebene Zeitschrift. Sie war Mitglied des Vorstands und wurde 1903 zur Präsidentin der Boston Literary and Historical Association gewählt, einer Organisation führender schwarzer Aktivisten, die sich für die Bürgerrechte der Schwarzen einsetzten. Sie war eine der ersten weiblichen Mitglieder der Niagara-Bewegung und gehörte dem Committee of Forty an, das die Gründung der National Association for the Advancement of Colored People (NAACP) organisierte. Baldwin war eine Befürworterin des Frauenwahlrechts und gehörte zu den ersten Vorstandsmitgliedern der Bostoner Sektion der NAACP. Sie unterstützte aktiv das Robert Gould Shaw House, ein Siedlungshaus in South Boston. Während des Ersten Weltkriegs war sie maßgeblich an der Gründung der Soldiers Comfort Unit beteiligt, die schwarze Soldaten unterstützte, die in Fort Devens stationiert waren. Nach dem Krieg änderte die Gruppe ihren Namen in League of Women for Community Service und Baldwin war bis zu ihrem Tod Präsidentin.
Als sie am 9. Januar 1922 im Copley Plaza Hotel in Boston vor dem Vorstand der Robert Gould Shaw House Association sprach, brach sie zusammen und starb plötzlich an einer Herzerkrankung. Baldwin war ihr Leben lang ledig geblieben.
Ihr Haus aus dem Jahr 1892 ist als Maria Baldwin House erhalten geblieben und wurde als National Historic Landmark eingestuft. Am 21. Mai 2002 wurde die Agassiz School offiziell in „Maria-L.-Baldwin-Schule“ umbenannt. Baldwin ist auf dem Boston Women's Heritage Trail wegen ihrer Verbindung zur League of Women for Community Service verzeichnet. Schließlich wurde 2020 das Stadtviertel „Agassiz“ in Cambridge, MA, in „Baldwin“ umbenannt.